# 葡萄牙的瑪麗亞·安娜
瑪麗亞·安娜（葡萄牙語：Maria Ana，1843年8月21日—1884年2月5日），葡萄牙國王斐迪南二世與女王瑪麗亞二世的長女。

## 家庭
1859年，瑪麗亞·安娜與薩克森的格奧爾格結婚，兩人共有4子2女：
- 瑪蒂爾德（1863年—1933年）
- 腓特烈·奧古斯特（1865年—1932年），薩克森國王
- 瑪麗亞·約瑟琺（1867年—1944年），奧地利皇帝卡爾一世的母親
- 約翰·格奧爾格（1869年—1938年）
- 馬克西米利安（1870年—1851年）
- 阿爾貝特（1875年—1900年）